# S'estila
S'estila va ser un programa d'interiorisme, disseny i arquitectura emès a Punt 2 entre els anys 2004 i 2007. Era una producció original de Conta Conta Produccions per a Canal 9 de Radiotelevisió Valenciana. Dirigit per César Martí i Rafael Piqueras i guionitzat per Mónica Giner, la seua emissió era setmanal i cada episodi durava vint-i-cinc minuts.
Al programa es presentaven projectes arquitectònics ja finalitzats i se'n detallava la realització, sovint amb les explicacions dels creadors. També feien seguiment de projectes, des que se n'encarregaven fins que es completaven. Els continguts del programa s'agrupaven en distintes seccions. Per separar-les s'usaven cortinetes breus a manera de passatemps en les quals es jugava a endevinar qui havia dissenyat l'objecte mostrat en pantalla.
Al llarg dels 132 programes de S'estila intervingueren destacats professionals del disseny, l'interiorisme i l'arquitectura com ara Francis Montesinos, Xavier Mariscal o Ramón Esteve. El programa es considera com un des èxits de Canal 9. El 2005 va rebre el premi de la Millor sèrie de televisió a la Mostra de València/Cinema del Mediterrani. El 2015 es pensava tornar a crear en la nova televisió valenciana un successor, inspirat en S'estila, si és resòl la qüestió dels drets.